# فدریکا رادیچی
فدریکا رادیچی (انگلیسی: Federica Radicchi؛ زادهٔ ۲۱ دسامبر ۱۹۸۸) ورزشکار واترپلو اهل ایتالیا است.
وی در مسابقات کشوری و بین‌المللی در مجموع برندهٔ ۲ مدال نقره، ۲ مدال برنز شده‌است.